# Muppets TV
 (février 2022).
Muppets TV est une série télévisée française en dix épisodes de 45 minutes, produite par Sébastien Cauet, d'après les personnages du Muppet Show créé par Jim Henson, et diffusée entre le 29 octobre et le 31 décembre 2006 sur TF1. 

## Synopsis
Dans cette version française du Muppet Show, Kermit reçoit un invité principal sur un plateau de télévision.
Durant l'émission plusieurs autres personnalités font leur apparition dans de courtes séquences. La majorité des invités sont issus du monde du spectacle français.

## Voix françaises
- Sébastien Cauet : Kermit
- Franck Sportis : Miss Piggy
- Marc Duquenoy : Fozzie, Gonzo, Clifford, Newsman
- Cartman : Scooter
- Miko : Animal
- Pierre Dourlens : Statler
- Jean-François Kopf : Waldorf

## Marionnettistes
- Christophe Albertini
- Charlie Bazir
- Yves Brunier
- Regis Fassier
- Sandrine Furrer
- Erwan Courtioux
- Pascal Meunier
- Francoise Salmon
- Boris Scheigam : Directeur artistique marionnettistes
- Evelyne Scheigam
- Cyril Valade

## Épisodes
1. Adriana Karembeu et Pascal Obispo
2. Elie Semoun et Bob Sinclar
3. Anggun et Michaël Youn
4. Liane Foly et David Douillet
5. Lara Fabian et Titoff
6. Florent Pagny et Florence Foresti
7. Franck Dubosc et Lorie
8. Laurent Voulzy et Patrick Bosso
9. Mimie Mathy, Stéphane Rousseau, Nikos Aliagas, Philippe Lelièvre et Richard Cross
10. Sébastien Cauet, Alexandra Rosenfeld, M. Pokora et Tina Arena

## Commentaires
- Dans cette version française, Miss Piggy est appelée Miss Peggy. Les Français confondant le prénom Peggy avec celui de Piggy, diminutif de Pig (Cochon en anglais) qui signifie ici "petite cochonne" ou Piggy la cochonne dans "Le Muppet Show"[1].
- Faute d'audience, seuls dix épisodes ont été diffusés[réf. nécessaire].